# Kościół św. Hildy w South Shields
Kościół św. Hildy w South Shields (ang. St Hilda's Church, South Shields) – anglikański kościół parafialny zlokalizowany w centrum angielskiego miasta South Shilds, przy Church Way, bezpośrednio przy tamtejszym Market Place. Stanowi zabytek II stopnia.

## Historia

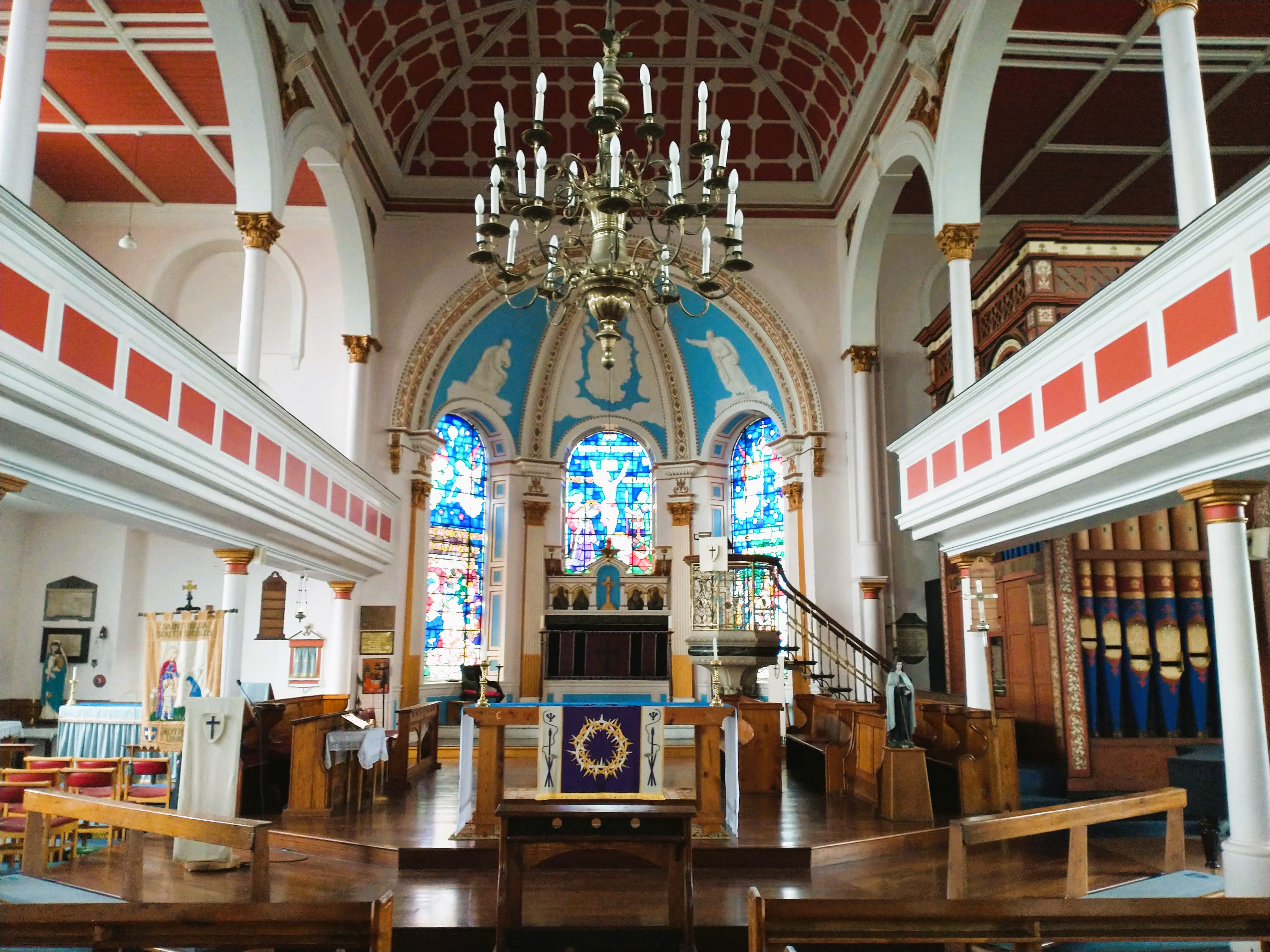
Wnętrze i ołtarz

Według podań obiekt znajduje się na miejscu kaplicy ufundowanej przez św. Aidana około 647, którą powierzono pieczy św. Hildy.
Pierwsze wzmianki o kościele pochodzą z początków XV wieku. Do 1934 był jedyną świątynią służącą lokalnej parafii. W obecnym kształcie został wzniesiony na początku XIX wieku (1810-1811). Cmentarz przy kościele był użytkowany od początków XV wieku.

## Architektura i wyposażenie
Dach jest czterospadowy, kryty łupkiem. Korpus nawowy ma dwie kondygnacje okien (dolne są wysokie, a górne mniejsze). Okapy są półokrągłe. Absyda ma trzy okna. Wieża została wbudowana w bryłę od zachodu. Ma boniowane węgły i tarczę zegarową. Jej dach jest również kryty łupkiem. Do dolnej partii wieży przylega zakrystia z zewnętrznymi schodami na emporę. 
Wnętrze obiektu jest jednoprzestrzenne z galeriami wspartymi na żeliwnych kolumnach. Znajduje się tam m.in. pozłacany żyrandol z 1802 oraz model łodzi z tego samego roku podwieszony do sufitu. Organy wykonało przedsiębiorstwo JF Bentley w latach 1865-1866.

## Galeria

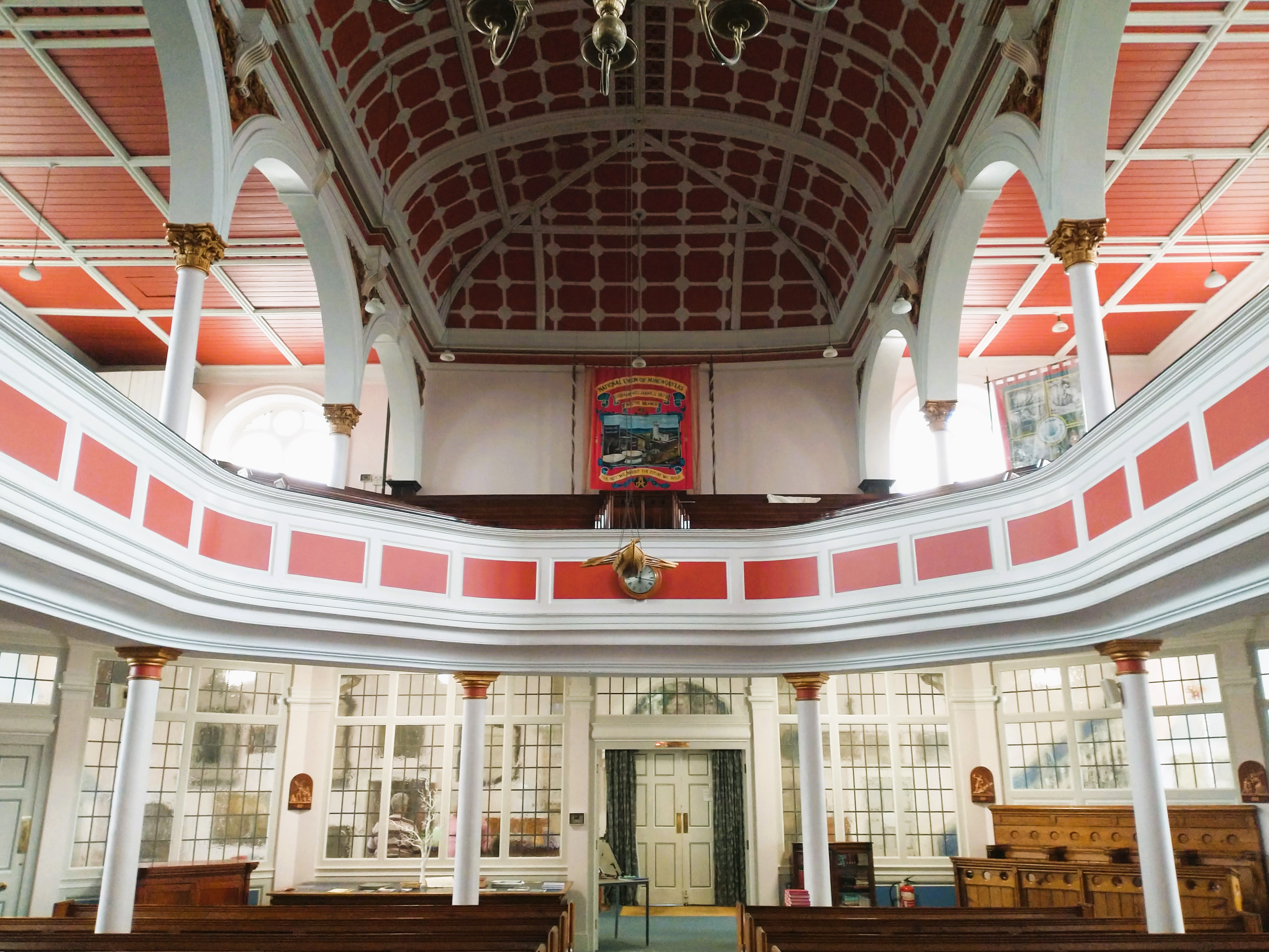
Wnętrze i balkony
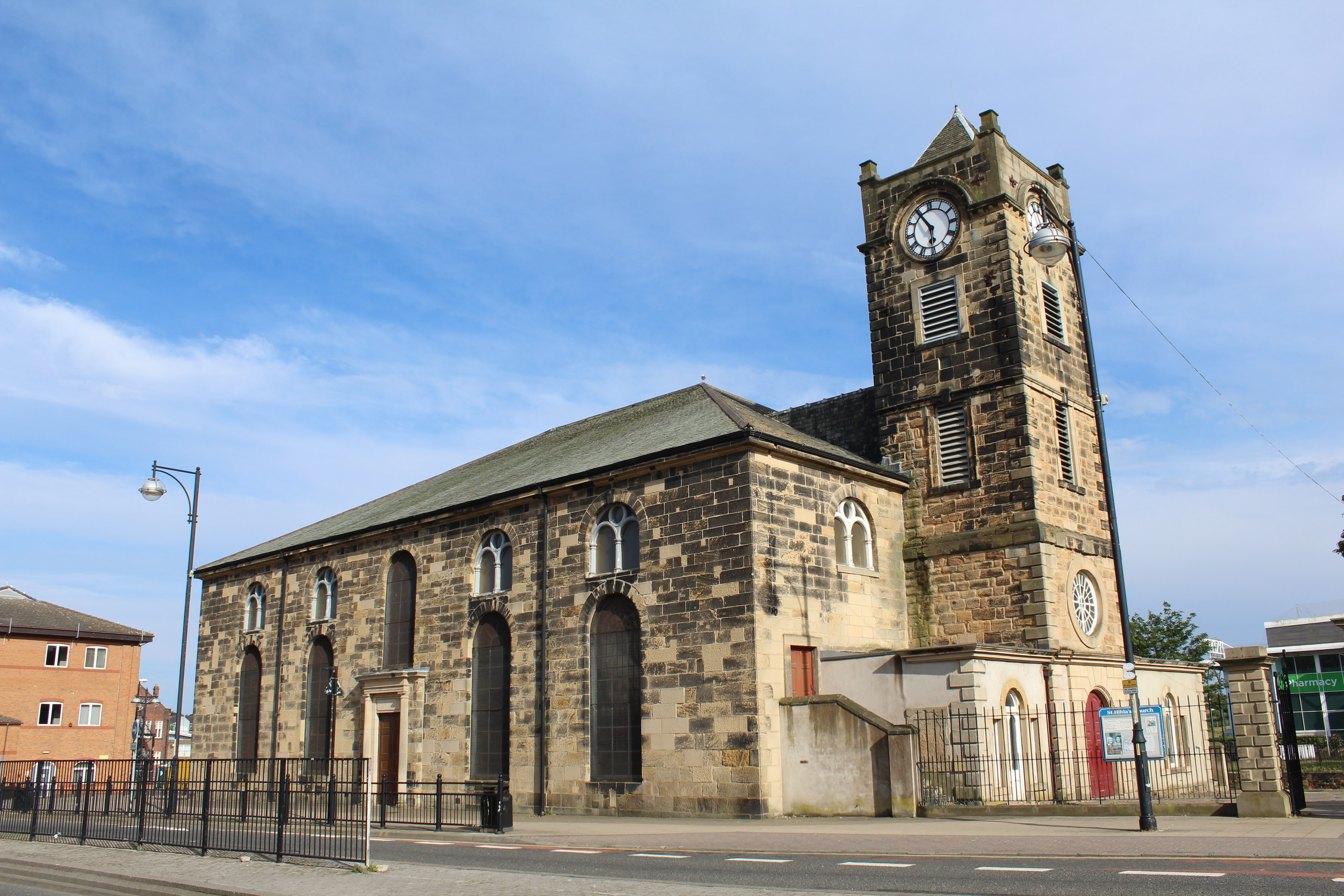
Elewacja boczna